# Ungogo
Ungogo é uma cidade e área de governo local da Nigéria situada no estado de Cano. Compreende área de 204 quilômetros quadrados e segundo censo de 2006 havia 369 657 habitantes.